# Gisenyi (vattendrag i Burundi, Bujumbura Rural)
Gisenyi är ett vattendrag i Burundi.   Det ligger i provinsen Bujumbura Rural, i den västra delen av landet, 15 kilometer sydost om huvudstaden Bujumbura.
Omgivningarna runt Gisenyi är en mosaik av jordbruksmark och naturlig växtlighet. Runt Gisenyi är det ganska tätbefolkat, med 185 invånare per kvadratkilometer.